# Austin Wintory
Austin Wintory (Denver, 9 september 1984) is een Amerikaanse componist en dirigent. Hij schrijft muziek voor computerspellen en films.

## Carrière
Wintory startte op tienjarige leeftijd met muziek. Hij ging op zijn zestiende jaar het orkest van Cherry Creek High School dirigeren tijdens een optreden van "Spirit of the Cosmos". Twee jaar later was hij dirigent van het Utah Symphony tijdens de opname van "Cosmos", wat een van zijn meest populaire projecten werd.
In 2006 werkte hij aan de muziek van het computerspel Flow en in 2012 aan het spel Journey. Volgens Wintory moest de aanpak van de muziek passen in het spelverloop, zonder herhalende gedeeltes. Hij schreef het hoofdthema voor Journey in zeer korte tijd, dat later met echte cello's en fluiten werd ingespeeld. Hij werkte hierbij samen met de Chinees-Amerikaanse celliste Tina Guo. De soundtrack kwam beschikbaar op iTunes en PlayStation Network. Het kwam al snel in de top 10 van de iTunes-hitlijsten in ruim 20 landen.
Op 5 december 2012 ontving Journey een Grammy Award-nominatie voor 'Best Score Soundtrack for Visual Media'. Het werd de eerste soundtrack van een computerspel die een dergelijke nominatie ontving.
Wintory won in 2013 twee prijzen van de Britse British Academy of Film and Television Arts (BAFTA) voor de muziek van Journey.

## Discografie
Een selectie van composities voor computerspellen en films waar Wintory geheel of gedeeltelijk aan heeft meegewerkt.

### Computerspellen
- Ages of Athiria (2002, hoofdthema)
- Flow (2006)
- Census (2010)
- Journey (2012)
- Leisure Suit Larry: Reloaded (2013)
- The Banner Saga (2014)
- Assassin's Creed Syndicate (2015)
- Abzû (2016)
- Absolver (2017)
- The Banner Saga 3 (2018)
- Erica (2019)
- John Wick Hex (2019)
- The Pathless (2020)

### Films
- Johnny Montana (2006)
- Back Soon (2007)
- The Acquirer (2008)
- The Echo Game (2009)
- A Beautiful Game (2010)
- Remnants (2011)
- Strangely in Love (2012)
- It’s a Disaster (2012)
- Aftermath (2012)
- Dark Summer (2015)
- Bullet Head (2017)